# 怪奇十三夜
『怪奇十三夜』（かいきじゅうさんや）は、1971年7月4日から9月26日まで日本テレビ系列にて毎週日曜日夜9時30分から10時26分に放送されていた時代劇のテレビ映画である。全13話。現在、第7話「怪談悲恋の舞扇」がビデオグラム化されていないが、CSでは放映されている。70年代には夏のワンクールで怪談を連続映画化するオムニバス番組が多数制作されたが、中では最もオリジナルの比率が高く、同種の時代劇番組の中では唯一、定番の牡丹灯籠と四谷怪談を取り上げていない。
2007年にエムスリイエンタテイメントより、第7話を除く全12話がDVD-BOX（単品もあり）で発売された。
2021年8月にベストフィールドよりBlu-ray BOXが発売されたが、そこでも第7話の収録は見送られた。
2022年5月からはYoutubeのフィルドラチャンネルにて配信がスタートしたが、そこでも第7話は配信されていない。

## スタッフ
- プロデューサー：野末和夫、新藤晃（NTV）
- 殺陣：尾型伸之介
- 音楽：牧野由多可
- 選曲：山川繁
- 制作協力：日活芸能
- 製作著作：ユニオン映画

## 放映リスト
| 話数 | 放送日        | サブタイトル         | 原作                    | 脚本       | 監督     | 出演者                                                                                            |
| ---- | ------------- | -------------------- | ----------------------- | ---------- | -------- | ------------------------------------------------------------------------------------------------- |
| 1    | 1971年7月4日  | 怪談累ヶ淵           | 三遊亭圓朝              | 宮川一郎   | 中川信夫 | 横内正、木村俊恵、中谷一郎、内藤武敏、松本克平、浜田寅彦、横森久、武内亨、執行佐智子、千草かのこ  |
| 2    | 1971年7月11日 | 番町皿屋敷           |                         | 西沢治     | 石井輝男 | 中尾彬、津川雅彦、藤田弓子、藤岡重慶、城所英夫、石井富子                                          |
| 3    | 1971年7月18日 | 謎の幽霊御殿         |                         | 犬塚稔     | 遠藤三郎 | 光川環世、川口恒、渡辺文雄、白木マリ、有沢正子、天草四郎、北林谷栄（語り）                        |
| 4    | 1971年7月25日 | 妖怪血染めの櫛       | 上田秋成                | 八尋不二   | 中川信夫 | 酒井修、佐々木愛、蟹江敬三、真山知子、浜村純                                                      |
| 5    | 1971年8月1日  | 髑髏妻の怪           | 宇野信夫                | 下飯坂菊馬 | 佐伯孚治 | 露口茂、弓恵子、小林昭二、金田龍之介、上田忠好、中井啓輔、 江角英明、大塚周夫、此島愛子、園田裕久 |
| 6    | 1971年8月8日  | おんな怨霊舟         |                         | 大石隆一   | 石井輝男 | 吉田輝雄、原良子、山本豊三、新井茂子、中原早苗                                                    |
| 7    | 1971年8月15日 | 怪談悲恋の舞扇       |                         | 八尋不二   | 中川信夫 | 片岡孝夫、長谷川稀世、行友勝江、呉恵美子                                                          |
| 8    | 1971年8月22日 | 女の冷たい手         |                         | 佐治乾     | 島津昇一 | 南原宏治、久米明、砂塚秀夫、真屋順子、渥美国泰                                                    |
| 9    | 1971年8月29日 | 怪猫美女屋敷         |                         | 西川清之   | 石川義寛 | 岸久美子、高城丈二、北川めぐみ、石濱朗、和崎俊哉                                                  |
| 10   | 1971年9月5日  | 怪談夕霧楼           |                         | 国弘威雄   | 高井牧人 | 高橋長英、小池朝雄、緑魔子、嘉手納清美、久里千春、三条泰子                                        |
| 11   | 1971年9月12日 | 怪談釘を打つ女       |                         | 犬塚稔     | 山田達雄 | 佐々木功、二本柳敏恵、三田登喜子、長谷川明男、笠置シズ子、富田仲次郎                              |
| 12   | 1971年9月19日 | 怪談首斬り           | 宇野信夫 「刀の中の顔」 | 国弘威雄   | 久松静児 | 瑳川哲朗、北林早苗、小栗一也、牧紀子、佐野浅夫                                                    |
| 13   | 1971年9月26日 | 変幻・玉蟲屋敷の怪！ |                         | 大石隆一   | 遠藤三郎 | 金田龍之介、大丸二郎、沢宏美、小磯まり、嵯峨善兵、武藤英司、高橋昌也（語り）                      |